# Botia striata
Cá chạch vằn (Danh pháp khoa học: Botia striata) là một loài cá trong họ Botiidae.

## Đặc điểm
Kích thước tối đa là khoảng 9 cm (3,5 in). Nó sống trong khí hậu nhiệt đới với nhiệt độ từ 21-26 °C (70-79 °F), và thích nước với 6,0-7,5 pH. Chúng là loài cá ôn hòa phù hợp với bể cá cộng đồng. Tuy nhiên, là loài ăn đáy, chúng có thể thể hiện sự gây hấn chống lại ăn đáy nhỏ hơn khác. Chúng yêu cầu có một số hang động, trong đó để ẩn trong hầu hết ánh sáng ban ngày. Cá sẽ chấp nhận một loạt các loại thực phẩm cá, bao gồm cả thức ăn tươi sống như blackworms, ốc, tôm nhỏ. Loài này nhút nhát, và sẽ dành nhiều thời gian của mình trong việc ẩn thân. Cá ngựa vằn hiện đang bị đe dọa trong tự nhiên do sự thay đổi môi trường sống.